# Horváth Zalán
Horváth Zalán (Debrecen, 1943. október 7. – Budapest, 2011. április 5.) magyar fizikus, egyetemi tanár, a Magyar Tudományos Akadémia rendes tagja. Az elméleti részecskefizika, a kvantumelmélet és a nem-abeli térelmélet neves kutatója. 1995 és 2001 között az Eötvös Loránd Tudományegyetem fizikai tanszékcsoportjának vezetője. 2008-ban az Eötvös Loránd Fizikai Társulat elnöke.

## Életpályája
1961-ben érettségizett, majd egy évig az Országos Közegészségügyi Intézet segédlaboránsa volt. Ezt követően beiratkozott az Eötvös Loránd Tudományegyetem Természettudományi Karának fizika szakára. Itt szerzett fizikusdiplomát 1967-ben. Ennek megszerzése után a miskolci Nehézipari Műszaki Egyetem fizikai tanszékén kapott tanársegédi állást. 1970-ben védte meg egyetemi doktori disszertációját. 1971-ben átment az Eötvös Loránd Tudományegyetem és a Magyar Tudományos Akadémia közös elméleti fizikai tanszéki kutatócsoporthoz, ahol tudományos munkatársi beosztásban kezdett el dolgozni. 1974-ben a tanszéken adjunktusi kinevezést, majd 1992-ben (a docensi beosztást átugorva) egyetemi tanári kinevezést kapott. Egy évre rá a tanszék, 1995-ben a tanszékcsoport vezetésével is megbízták. Mindkét tisztségét 2001-ig töltötte be. Közben több alkalommal az egyetem Fizikai Doktori Iskolájának vezetője volt. 1997 és 2000 között Széchenyi professzori ösztöndíjjal kutatott. Magyarországi állásai mellett számos külföldi intézményben volt vendégkutató: Dublini Elméleti Fizikai Intézet (1972–1973), Müncheni Egyetem (1982), Durhami Egyetem (1983), Tours-i Egyetem (1993–1995).
1991-ben védte meg a fizikai tudományok akadémiai doktori értekezését. Az MTA Részecskefizikai Bizottságának lett tagja. 1997-ben a Magyar Tudományos Akadémia közgyűlésének doktori képviselőjévé, majd 1998-ban az akadémia levelező, 2004-ben pedig rendes tagjává választották. 1999-től a Fizikai Tudományok Osztálya elnökhelyettese, 2002 és 2008 között elnöke volt. Utóbbi tisztségéből fakadóan az MTA elnökségében is részt vett. Közben a Hálózati Tanács tagja és Doktori Tanács póttagja lett. Akadémiai tisztségei mellett az Eötvös Loránd Fizikai Társulat tagja, 2008-ban rövid ideig elnöke is volt, valamint a Nemzetközi Elméleti és Alkalmazott Fizikai Unió (IUPAP) magyar nemzeti bizottságának, illetve a Magyar CERN Bizottság tudományos tanácsának elnöke.

## Munkássága
Fő kutatási területe az elméleti részecskefizika, a kvantumtérelmélet és a nem-kommutatív tér volt.
Munkáiban az axiomatikus kvantumtérelméleteket, az úgynevezett nem-abeli mértékelméleteket vizsgálta. Foglalkozott a mértékelméletek topologikusan stabil megoldásainak meghatározásával, illetve tanulmányozásával is. Munkássága jelentős a húr- és szuperhúrelméletek osztályozása, illetve az alacsonydimenziós kvantumtér-elméleti modellek felállítása és tanulmányozása területén. Doktori iskola vezetőjeként jelentős tevékenységet fejtett ki az új fizikusgeneráció képzésében.
Közel száz tudományos közlemény szerzője vagy társszerzője, ebből egy könyvfejezet. Munkáit elsősorban magyar és angol nyelven adta közre.

## Díjai, elismerései
- Novobátzky Károly-díj (1976)
- Akadémiai Díj (megosztva, 1985)
- Eötvös Loránd Fizikai Társulat Érme (2011)

## Főbb publikációi
angol nyelven társszerzőkkel
- Monopoles and Grand Unification Theories (1977)
- Grand Unified Schemes and Spontaneous Compactification (1977)
- Generating the BPS One Monopole by a Bäcklund Transformation (1980)
- Soliton Theoretic Framework for Generating Multimonopoles (1981)
- Finitely Separated Multimonopoles Generated as Solitons (1982)
- Topology and Saddle Point in Field Theories (1984)
- Higher Level Kac–Moody Representations and Rank Reduction in String Models (1988)
- Vanishing of the Conformal Anomaly in a Gravitational Wave (1993)
- Quantum Corrections of Abelian Duality Transformations (1996)
- Noncommutative Instantons via Dressing and Splitting Approaches (2002)

magyar nyelven
- A kvantumelektrodinamika kísérleti bizonyítékai (1978)
- Részecskefizikai példák (egyetemi tankönyv, 1986)
- Dualitás a kvantumelméletben (1998)